# Gare de Værnes
La gare de Værnes est une halte ferroviaire de la ligne du Nordland, située sur la commune de Stjørdal dans le comté et région de Trøndelag, destinée à desservir l'aéroport de Trondheim Værnes.

## Situation ferroviaire
Établie à 5 m d'altitude, la gare se situe à 33 km de Trondheim.

## Histoire
La halte ferroviaire a été ouverte en 1994 pour améliorer la liaison train-avion. La halte se trouve à l'ouest du terminal avec lequel il est directement lié par un corridor de 200 m.

## Service des voyageurs

### Accueil
Toutes les facilités se trouvent dans l'aéroport : salle d'attente, taxis, service de location de voitures, desserte de bus, café, mini-banque. 
Dans la halte elle-même, le voyageur peut s'abriter sous une aubette et peut acheter son titre de transport à un automate.

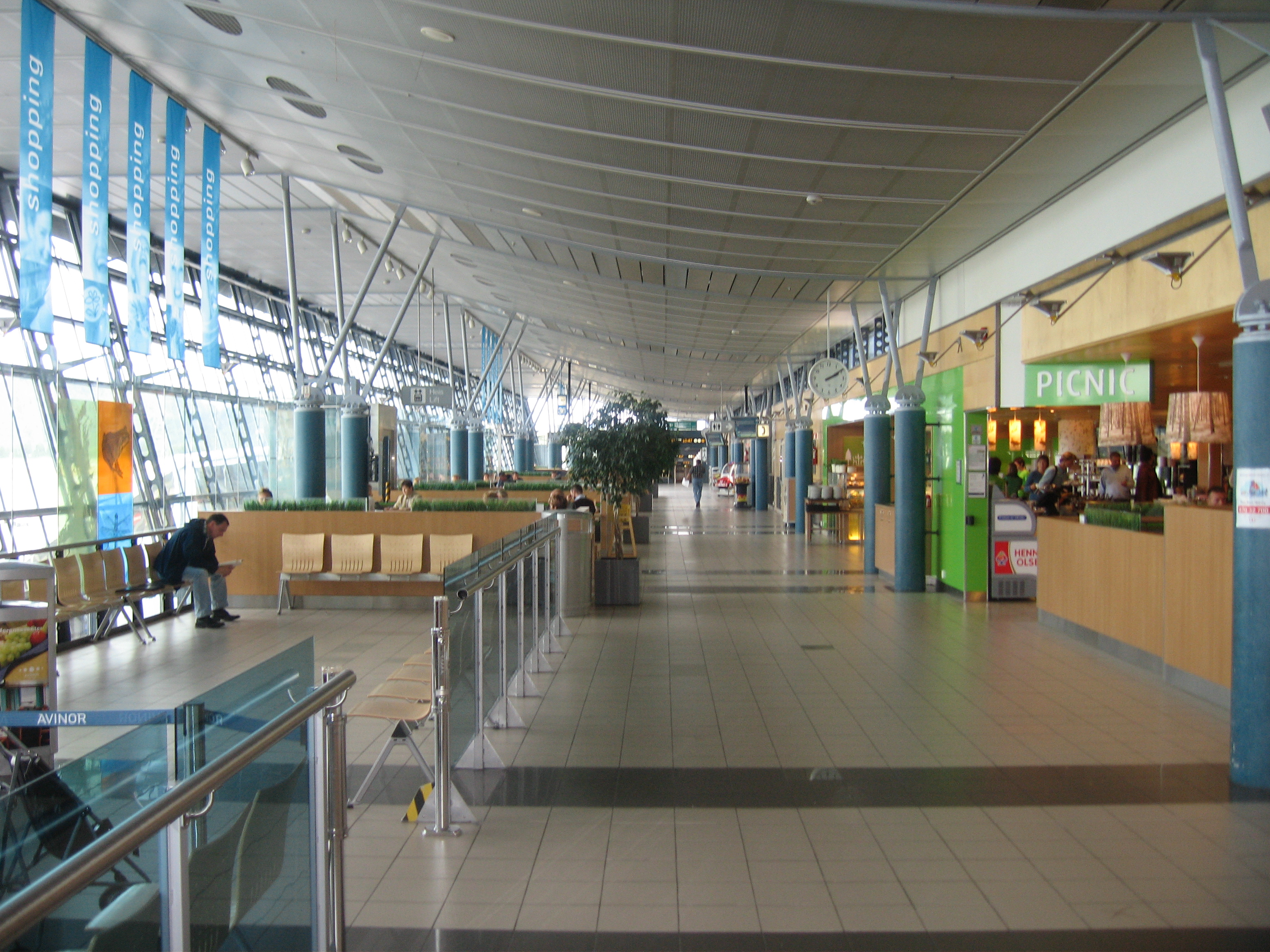
L'aérogare

### Desserte
La gare est desservie par la ligne locale reliant Lerkendal à Steinkjer et passant par Trondheim à raison d'un à deux trains par heure. 

## Traduction
- (no) Cet article est partiellement ou en totalité issu de l’article de Wikipédia en norvégien intitulé « Værnes holdeplass » (voir la liste des auteurs).

## Ligne du Nordland
| Origine   | Arrêt précédent | Train | Train         | Train | Arrêt suivant | Destination |
| --------- | --------------- | ----- | ------------- | ----- | ------------- | ----------- |
| Trondheim | Hell            |       | [Non indiqué] |       | Stjørdal      | Bodø        |